# Tranås kyrka, Skåne

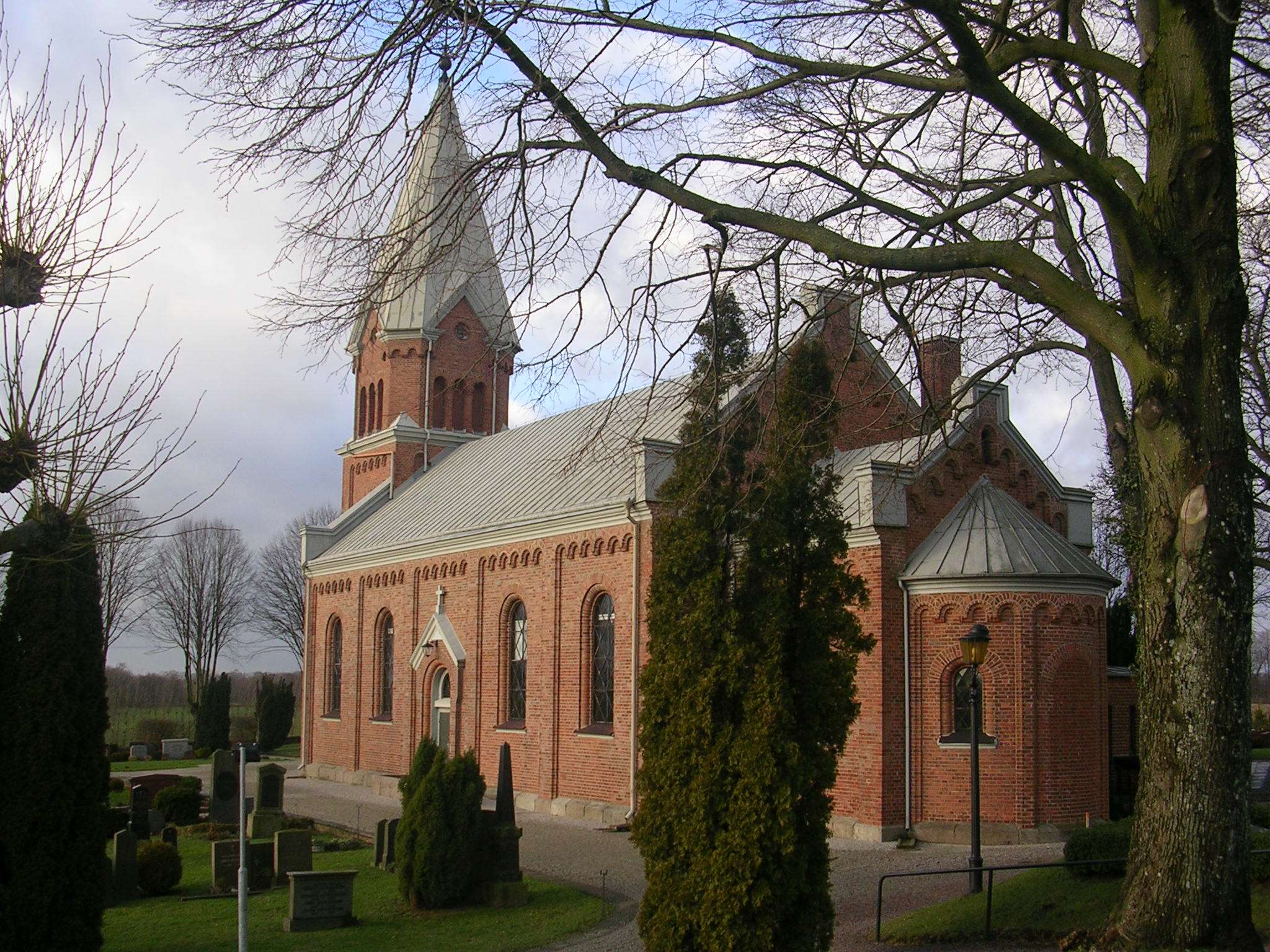
Kyrkan i januari 2005.

Tranås kyrka är en kyrkobyggnad  i Skåne-Tranås. Den tillhör Brösarp-Tranås församling i Lunds stift.

## Kyrkobyggnaden
Den förra kyrkan var en romansk kyrka med halvrund absid som byggdes på 1000- (enligt en gammal uppgift ska den ha byggts av biskop Egino) eller 1100-talet. Denna revs när den nya kyrkan uppfördes.
Nuvarande kyrka byggdes 1880 i rött tegel i nyromansk stil enligt Peter Boisens ritningar. Byggmästare var Sven Ahlström (1831-1914), V. Vemmerlöv. Arbetet utfördes på entreprenad för ca. 30 900 kr.. Kyrkan blev invigd 12 december 1880 av kontraktsprosten och kyrkoherden i Balkåkra och fler församlingar, Anders W. Mauritzson. Den är belägen nordväst om platsen för den gamla kyrkan och har en grund av kilad gråsten. Kyrkan har långhus, kor, absid och i väster ett smalt torn med högrest spira, samt i norr en utbyggnad som fungerar som sakristia. Den delen tillkom 1937. Kyrkan och tornet var tidigare täckt med järnplåt men en del läckage, vilket resulterade i en tvist med byggmästaren Ahlström, gjorde att tätningsarbeten utfördes och tornets lister och murdelar som var högre än kyrkan, bekläddes med galvaniserad järnplåt 1892 av plåtslagaren A. P. Fröberg, Snårestad.
Kyrktornet är i hela sin längd 33,3 meter högt. Utvändigt är det avdelat i tre våningar. Högst upp krönts det av ett kors av koppar, som 1905 ersatte ett kors av gjutjärn som hade blåst ner i en kraftig storm. Kyrkklockorna hänger invändigt sett i tornets fjärde våning.
1976 utfördes en restaurering under ledning av Torsten Leon-Nilson. 1993 utfördes renovering av tak och fasader. 2002 skedde en invändig restaurering. 2008-09 skedde underhålls- och reparationsåtgärder.

## Inventarier
- Altaruppsatsen är från 1507.
- Predikstolen kom till 1603 och dess krona året efter.
- Den skulpterade dopfunten från 1100-talet fanns även i den gamla kyrkan.
- Ett triumfkrucifix från 1200-talet härstammar också från den rivna kyrkan.
- Kyrkans storklocka omnämns i anteckningar från 1600-talet och är en av de äldsta i stiftet. Den reparerades senast 1993. Lillklockan har blivit omgjuten 1814 och 1850.

### Orgel
Den nuvarande orgeln byggdes 1906 av E A Setterquist & Son, Örebro och är en pneumatisk orgel. Orgeln har fasta kombinationer.
| Huvudverk I   | Svällverk II        | Pedal         | Koppel    |
| Principal 8'  | Flûte harmonique 8´ | Subbas 16´    | I/P       |
| Borduna 8'    | Salicional 8'       | Violoncell 8' | II/P      |
| Oktava 4'     | Violin 4'           |               | II/I      |
| Kvinta 2 2/3' | Gemshorn 2'         |               | I 4'/I    |
| Oktava 2'     | Crescendosvällare   |               | II 16'/II |